# Tamala 2010: A Punk Cat in Space
TAMALA 2010: A Punk Cat in Space és una pel·lícula d'animació japonesa del 2002 escrit, dirigit i amb música de l'equip de dues persones t.o.L ("trees of Life"), coneguts individualment com a K. i kuno. La pel·lícula inclou animació per ordinador tant en 2D com en 3D, i és majoritàriament en blanc i negre. Els personatges, dissenyats per t.o.L i Kentarō Konpon, recorden l'Hello Kitty de Sanrio i l'anime i el manga dels anys 60 com ara Astro Boy.
TAMALA2010 es va plantejar originalment com el primer episodi d'una trilogia; les dues últimes parts van rebre els títols provisionals TAMALA IN ORION (que descriuria la recerca de Tamala de la seva mare real) i TATLA ( que era explorar el personatge de Tatla amb més profunditat). També es va preveure una sèrie de televisió en color, amb el títol provisional TAMALA IN SPACE. A partir del 2020, no ha aparegut cap d'aquestes; en canvi, hi ha hagut dues obres més breus, el t.o.L escrit i dirigit TAMALA ON PARADE i TAMALA'S "WILD PARTY": tres contes breus de diferents escriptors, amb guió i guió. dirigit per Shūichi Kohara i animat per Studio 4°C. Tots dos s'inclouen al DVD TAMALA ON PARADE, publicat al Japó l'agost de 2007. Aquest DVD no té subtítols en anglès.

## Argument
Els creadors admeten que un dels punts centrals de la trama de la pel·lícula, sobre un culte que funciona com a servei postal i monopoli corporatiu, està influenciat i adaptat de la novel·la de Thomas Pynchon The Crying of Lot 49.
Comença a Meguro City, Tòquio, Cat Earth, un món de corporacions i comercialisme, on un gegant mecànic Coronel Sanders vaga pels carrers amb un eix incrustat al cap, anunciant en veu alta el restaurant. Tamala, avorrida de la ciutat, abandona la seva llar en contra dels desitjos de la seva mare humana i vola en una nau espacial personal amb destinació al seu lloc de naixement, Orion. El seu vaixell és abatut pel Mysterious Postcat i aterra als afores de Hate City al Planeta Q, una ciutat poblada per una barreja polèmica de gats i gossos. Allà coneix un gat mascle, Miquel Àngel, que es converteix en el seu xicot. Mentre visita un museu, la Tamala descobreix un mural que detalla els rituals de sacrifici de l'antiga religió de culte a Minerva i les ruïnes d'una estàtua d'una gata anomenada Tatla. Més tard, la parella és perseguida per Kentauros, un gos sàdic vestit de policia de moto. Kentauros ataca i es menja Tamala mentre Miquel Àngel l'abandona i s’apropa.
A continuació, la pel·lícula es centra en una presentació futura feta a Cat Earth pel professor Nominos, presumiblement un Michelangelo d'edat avançada, sobre la història secreta de CATTY & Co. Revela que l'empresa és una branca de la religió Minerva i que Tamala va aparèixer per primera vegada. a les empreses que s'anuncien el 1869 i ha reaparegut esporàdicament durant els propers 150 anys com a mascota en els envasos, impresos i anuncis filmats. La presentació s'interromp per un atac, presumiblement per part de Minerva/Catty & Co. i la sala és cremada.
El professor Nominos sembla morir al foc, però torna en forma de no-morts, flotant pel riu de Hate City en l'actualitat de la pel·lícula. S'acosta al Michelangelo actual i, mentre el seu cos es desfà, li explica la identitat de Tamala com una reencarnació recurrent de Tatla, el sacrifici ritual recurrent del qual serveix als objectius i dona poder al culte de Minerva i les seves ambicions corporatives i possiblement imperials. A mesura que Hate City es dissol en àmplia violència entre gossos i gats (inclosa la mort de Kentauros) Tamala reviu espontàniament sota un banc del parc (per a la sorpresa de Michelangelo assegut) i continua sense ell en el seu viatge a Orió, acompanyada ara pel ratolí Penèlope, una antiga esclava sexual de Kentauros. Quan se'n va, veiem a través de la marca del producte, la publicitat, els diaris i les converses al carrer que CATTY & Co ha assumit la ciutat de l'odi completament.

## Personatges
- Tamala — Una gateta jove, nascuda a la constel·lació d'Orió a l'estrella d'Odessa; bonica, però fa servir molt de llenguatge vulgar. Va ser modificada genèticament l'any Cat 1869 per mantenir sempre un any i mig, per tal de ser la mascota immortal del mega-conglomerat CATTY & Co. És, juntament amb Tatla, la reencarnació de la deessa Minerva i ídol. del culte a Minerva. Té la veu de Hisayo Mochizuki
- Miquel Àngel — Un gat jove que viu a Hate City al Planeta Q. Es converteix en el xicot de la Tamala, tot i ser considerablement més madur i culte que ella. El seu nom complet una vegada s'anomena Michelangelo Nominos, la qual cosa implica que ell i el professor Nominos són un mateix. Té la veu de Shinji Takeda.
- Kentauros — Un pastor alemany sàdic que es vesteix de policia de moto (tot i que no és un agent de policia). Encara que és extremadament violent, té un fetitxe per als nois mariners i manté un ratolí, Penèlope, tancat en una gàbia pel seu plaer. Finalment és assassinat en un motí de gats.
- Professor Nominos — un erudit d'edat avançada que ha estat investigant la història de CATTY & Co. i ha descobert la gran conspiració que implica Tamala i el culte de Minerva. Quan conversa amb Miquel Àngel implica que poden ser la mateixa persona i que ell, com Tamala, no pot morir. Amb veu de Takeshi Kato.
- Tatla — Un robot gat gegant que viu en una altra dimensió a la ciutat de Meguro. Contínuament puja per sobre de la ciutat per una enorme escala mecànica. Es revela que és l'ídol del culte a Minerva i té una profunda connexió amb Tamala. Ella és l'únic personatge representat en gràfics per ordinador en 3D.
- El misteriós gat postal — Un agent immortal de CATTY & Co. Ell vigila la Tamala i intenta evitar que arribi a Orió.
- Penèlope — Un ratolí guardat per Kentauros. Finalment escapa de la seva gàbia i s'uneix a Tamala en el seu viatge a Orió.
- Mare humana — La mare adoptiva humana de Tamala. Sempre es representa nua, jugant a videojocs amb una serp gegant embolicada al seu voltant. Està decidida a no deixar que Tamala arribi a Orió.